# District congressionnel at-large d'Alaska
Depuis qu'il est devenu un État américain en 1959, l'Alaska a droit à un membre à la Chambre des Représentants des États-Unis, élu dans un seul district congressionnel, dit at-large. En termes de taille, le district congressionnel de l'Alaska est le plus grand district congressionnel des États-Unis et la troisième plus grande circonscription électorale représenté par un seul membre au monde, derrière la circonscription électorale de Iakoutie en Russie et la circonscription électorale du Nunavut au Canada.
Le 31 août 2022, la Démocrate Mary Peltola a battu l'ancienne Gouverneure Républicaine Sarah Palin lors des élections spéciales pour remplacer Don Young, décédé le 18 mars de la même année et était le Républicain le plus ancien de l'histoire de la Chambre et le plus notable. personne pour représenter le district. Peltola est devenu la première Démocrate élu à la Chambre des Représentants pour l'Alaska depuis 1972, et la première autochtone de l'Alaska de l'histoire à être élu à la Chambre des Représentants des États-Unis. Peltola est néanmoins battue en 2024 par le républicain Nick Begich III.

## Histoire
Le district a été créé lorsque l'Alaska a obtenu le statut d'État le 3 janvier 1959. L'Alaska n'a toujours droit qu'à un seul membre à la Chambre des Représentants.

### Registre des affiliations politiques
| Affiliations politique d'Alaska au 3 janvier 2021 | Affiliations politique d'Alaska au 3 janvier 2021 | Affiliations politique d'Alaska au 3 janvier 2021 | Affiliations politique d'Alaska au 3 janvier 2021 |
| ------------------------------------------------- | ------------------------------------------------- | ------------------------------------------------- | ------------------------------------------------- |
| Parti                                             | Parti                                             | Total de votants                                  | %                                                 |
|                                                   | Non-affiliés                                      | 338 931                                           | 56,52 %                                           |
|                                                   | Républicain                                       | 149 173                                           | 24,87 %                                           |
|                                                   | Démocrate                                         | 81 355                                            | 13,57 %                                           |
|                                                   | Indépendance alaskaine                            | 19 109                                            | 3,19 %                                            |
|                                                   | Partis mineurs                                    | 11 136                                            | 1,85 %                                            |

## Résultats des élections présidentielles
| Année | Poste     | Résultats                     |
| ----- | --------- | ----------------------------- |
| 1960  | Président | Richard Nixon 51 % – 49 %     |
| 1964  | Président | Lyndon B. Johnson 66 % – 34 % |
| 1968  | Président | Richard Nixon 45 % – 43 %     |
| 1972  | Président | Richard Nixon 58 % – 35 %     |
| 1976  | Président | Gerald Ford 58 % – 36 %       |
| 1980  | Président | Ronald Reagan 54 % – 26 %     |
| 1984  | Président | Ronald Reagan 67 % – 30 %     |
| 1988  | Président | George H. W. Bush 60 % – 36 % |
| 1992  | Président | George H. W. Bush 39 % – 30%  |
| 1996  | Président | Bob Dole 51 % – 33 %          |
| 2000  | Président | George W. Bush 59 % – 28 %    |
| 2004  | Président | George W. Bush 61 % – 36 %    |
| 2008  | Président | John McCain 59 % – 38 %       |
| 2012  | Président | Mitt Romney 55 % – 41 %       |
| 2016  | Président | Donald Trump 51 % – 37 %      |
| 2020  | Président | Donald Trump 53 % – 43 %      |

## Liste des Représentants du district
| Membre                           | Parti       | Années                             | Congrès     | Histoire électorale |
| -------------------------------- | ----------- | ---------------------------------- | ----------- | --- |
| District créée le 3 janvier 1959 |             |                                    |             | |
| Ralph Julian Rivers (en)         | Démocrate   | 3 janvier 1959 - 30 décembre 1966  | 86e - 89e   | Élu en 1958. Réélu en 1960. Réélu en 1962. Réélu en 1964. Perd sa réélection et démissionne rapidement. |
| Vacant                           | Vacant      | 30 décembre 1966 - 3 janvier 1967  | 89e         | |
| Howard Pollock (en)              | Républicain | 3 janvier 1966 - 3 janvier 1971    | 90e , 91e   | Élu en 1966. Réélu en 1968. Retrait pour se présenter comme Gouverneur. |
| Nick Begich                      | Démocrate   | 3 janvier 1971 - 29 décembre 1972  | 92e         | Élu en 1970. Disparu le 16 octobre 1972. Réélu en 1972. Déclaré mort le 29 décembre 1972. |
| Vacant                           | Vacant      | 29 décembre 1972 - 14 mars 1973    | 92e - 93e   | |
| Don Young                        | Républicain | 14 mars 1973 - 18 mars 2022        | 93e - 117e  | Élu pour terminer le mandat de Begich. Réélu en 1974. Réélu en 1976. Réélu en 1978. Réélu en 1980. Réélu en 1982. Réélu en 1984. Réélu en 1986. Réélu en 1988. Réélu en 1990. Réélu en 1992. Réélu en 1994. Réélu en 1996. Réélu en 1998. Réélu en 2000. Réélu en 2002. Réélu en 2004. Réélu en 2006. Réélu en 2008. Réélu en 2010. Réélu en 2012. Réélu en 2014. Réélu en 2016. Réélu en 2018. Réélu en 2020. Décès. |
| Mary Peltola                     | Démocrate   | 13 septembre 2022 - 3 janvier 2025 | 117e - 118e | Élue pour terminer le mandat de Young. Réélue en 2022. Perd sa réélection. |
| Nick Begich III                  | Républicain | 3 janvier 2025 - en cours          | 119e        | Élu en 2024. |

## Résultats électoraux
Ce district est normalement considéré comme fermement Républicain car aucun Démocrate n'a été élu depuis 1972 et parce que le titulaire Don Young a rarement été confronté à un défi sérieux depuis 1992 lorsqu'il a battu le maire John Devens (D-Valdez) de 4 %. Bien que des allégations de corruption contre Young aient conduit les Démocrates à cibler ce siège en 2008, Young a conservé son siège.

### 2004
| Élection de 2004 du district congressionnel at-large d'Alaska | Élection de 2004 du district congressionnel at-large d'Alaska | Élection de 2004 du district congressionnel at-large d'Alaska | Élection de 2004 du district congressionnel at-large d'Alaska | Élection de 2004 du district congressionnel at-large d'Alaska |
| ------------------------------------------------------------- | ------------------------------------------------------------- | ------------------------------------------------------------- | ------------------------------------------------------------- | ------------------------------------------------------------- |
| Parti                                                         | Parti                                                         | Candidat                                                      | Votes                                                         | %                                                             |
|                                                               | Républicain                                                   | Don Young (sortant)                                           | 213 216                                                       | 71,1                                                          |
|                                                               | Démocrate                                                     | Thomas M. Higgins                                             | 67 074                                                        | 22,4                                                          |
|                                                               | Vert                                                          | Timothy A. Feller                                             | 11 434                                                        | 3,8                                                           |
|                                                               | Libertarien                                                   | Alvin A. Anders                                               | 7157                                                          | 2,4                                                           |
|                                                               | Write-In                                                      | Write-In                                                      | 1115                                                          | 0,4                                                           |
| Participation                                                 | Participation                                                 | Participation                                                 | 289 804                                                       | 100,0                                                         |
|                                                               | Les Républicains conservent                                   |                                                               |                                                               |                                                               |

### 2006
| Élection de 2006 du district congressionnel at-large d'Alaska | Élection de 2006 du district congressionnel at-large d'Alaska | Élection de 2006 du district congressionnel at-large d'Alaska | Élection de 2006 du district congressionnel at-large d'Alaska | Élection de 2006 du district congressionnel at-large d'Alaska |
| ------------------------------------------------------------- | ------------------------------------------------------------- | ------------------------------------------------------------- | ------------------------------------------------------------- | ------------------------------------------------------------- |
| Parti                                                         | Parti                                                         | Candidat                                                      | Votes                                                         | %                                                             |
|                                                               | Républicain                                                   | Don Young (sortant)                                           | 132 743                                                       | 56,6                                                          |
|                                                               | Démocrate                                                     | Diane E. Benson                                               | 93 879                                                        | 40,0                                                          |
|                                                               | Libertarien                                                   | Alexander Crawford                                            | 4029                                                          | 1,7                                                           |
|                                                               | Vert                                                          | Eva L. Ince                                                   | 1819                                                          | 0,8                                                           |
|                                                               | Indépendant                                                   | William W. Ratigan                                            | 1615                                                          | 0,7                                                           |
|                                                               | Write-In                                                      | Write-In                                                      | 560                                                           | 0,2                                                           |
| Participation                                                 | Participation                                                 | Participation                                                 | 234 645                                                       | 100,0                                                         |
|                                                               | Les Républicains conservent                                   |                                                               |                                                               |                                                               |

### 2008
| Élection de 2008 du district congressionnel at-large d'Alaska | Élection de 2008 du district congressionnel at-large d'Alaska | Élection de 2008 du district congressionnel at-large d'Alaska | Élection de 2008 du district congressionnel at-large d'Alaska | Élection de 2008 du district congressionnel at-large d'Alaska |
| ------------------------------------------------------------- | ------------------------------------------------------------- | ------------------------------------------------------------- | ------------------------------------------------------------- | ------------------------------------------------------------- |
| Parti                                                         | Parti                                                         | Candidat                                                      | Votes                                                         | %                                                             |
|                                                               | Républicain                                                   | Don Young (sortant)                                           | 158 939                                                       | 50,1                                                          |
|                                                               | Démocrate                                                     | Ethan A. Berkowitz                                            | 142 560                                                       | 45                                                            |
|                                                               | Alaska Independence Party                                     | Don R. Wright                                                 | 14 274                                                        | 4,5                                                           |
|                                                               | Write-In                                                      | Write-In                                                      | 1205                                                          | 0,4                                                           |
| Participation                                                 | Participation                                                 | Participation                                                 | 316 978                                                       | 100,0                                                         |
|                                                               | Les Républicains conservent                                   |                                                               |                                                               |                                                               |

### 2010
| Élection de 2010 du district congressionnel at-large d'Alaska | Élection de 2010 du district congressionnel at-large d'Alaska | Élection de 2010 du district congressionnel at-large d'Alaska | Élection de 2010 du district congressionnel at-large d'Alaska | Élection de 2010 du district congressionnel at-large d'Alaska |
| ------------------------------------------------------------- | ------------------------------------------------------------- | ------------------------------------------------------------- | ------------------------------------------------------------- | ------------------------------------------------------------- |
| Parti                                                         | Parti                                                         | Candidat                                                      | Votes                                                         | %                                                             |
|                                                               | Républicain                                                   | Don Young (sortant)                                           | 175 384                                                       | 69,0                                                          |
|                                                               | Démocrate                                                     | Harry T. Crawford Jr.                                         | 77 606                                                        | 30,5                                                          |
|                                                               | Write-In                                                      | Write-In                                                      | 1345                                                          | 0,5                                                           |
| Participation                                                 | Participation                                                 | Participation                                                 | 254 335                                                       | 100,0                                                         |
|                                                               | Les Républicains conservent                                   |                                                               |                                                               |                                                               |

### 2012
| Élection de 2012 du district congressionnel at-large d'Alaska | Élection de 2012 du district congressionnel at-large d'Alaska | Élection de 2012 du district congressionnel at-large d'Alaska | Élection de 2012 du district congressionnel at-large d'Alaska | Élection de 2012 du district congressionnel at-large d'Alaska |
| ------------------------------------------------------------- | ------------------------------------------------------------- | ------------------------------------------------------------- | ------------------------------------------------------------- | ------------------------------------------------------------- |
| Parti                                                         | Parti                                                         | Candidat                                                      | Votes                                                         | %                                                             |
|                                                               | Républicain                                                   | Don Young (sortant)                                           | 185 296                                                       | 63,9                                                          |
|                                                               | Démocrate                                                     | Sharon M. Cissna                                              | 82 927                                                        | 28,6                                                          |
|                                                               | Libertarien                                                   | Jim C. McDermott                                              | 15 028                                                        | 5,2                                                           |
|                                                               | Indépendant                                                   | Ted Gianoustos                                                | 5589                                                          | 1,9                                                           |
|                                                               | Write-In                                                      | Write-In                                                      | 964                                                           | 0,3                                                           |
| Participation                                                 | Participation                                                 | Participation                                                 | 289 804                                                       | 100,0                                                         |
|                                                               | Les Républicains conservent                                   |                                                               |                                                               |                                                               |

### 2014
| Élection de 2014 du district congressionnel at-large d'Alaska | Élection de 2014 du district congressionnel at-large d'Alaska | Élection de 2014 du district congressionnel at-large d'Alaska | Élection de 2014 du district congressionnel at-large d'Alaska | Élection de 2014 du district congressionnel at-large d'Alaska |
| ------------------------------------------------------------- | ------------------------------------------------------------- | ------------------------------------------------------------- | ------------------------------------------------------------- | ------------------------------------------------------------- |
| Parti                                                         | Parti                                                         | Candidat                                                      | Votes                                                         | %                                                             |
|                                                               | Républicain                                                   | Don Young (sortant)                                           | 142 572                                                       | 51,0                                                          |
|                                                               | Démocrate                                                     | Forrest Dunbar                                                | 114 602                                                       | 41,0                                                          |
|                                                               | Libertarien                                                   | Jim McDermott                                                 | 21 290                                                        | 7,6                                                           |
|                                                               | Write-In                                                      | Write-In                                                      | 1277                                                          | 0,5                                                           |
| Participation                                                 | Participation                                                 | Participation                                                 | 279 741                                                       | 100,0                                                         |
|                                                               | Les Républicains conservent                                   |                                                               |                                                               |                                                               |

### 2016
| Élection de 2016 du district congressionnel at-large d'Alaska | Élection de 2016 du district congressionnel at-large d'Alaska | Élection de 2016 du district congressionnel at-large d'Alaska | Élection de 2016 du district congressionnel at-large d'Alaska | Élection de 2016 du district congressionnel at-large d'Alaska |
| ------------------------------------------------------------- | ------------------------------------------------------------- | ------------------------------------------------------------- | ------------------------------------------------------------- | ------------------------------------------------------------- |
| Parti                                                         | Parti                                                         | Candidat                                                      | Votes                                                         | %                                                             |
|                                                               | Républicain                                                   | Don Young (sortant)                                           | 155 088                                                       | 50,3                                                          |
|                                                               | Démocrate                                                     | Steve Lindbeck                                                | 111 019                                                       | 36,0                                                          |
|                                                               | Libertarien                                                   | Jim McDermott                                                 | 31 770                                                        | 10,3                                                          |
|                                                               | Indépendant                                                   | Bernie Souphanavong                                           | 9093                                                          | 3,0                                                           |
|                                                               | Write-In                                                      | Write-In                                                      | 1228                                                          | 0,4                                                           |
| Participation                                                 | Participation                                                 | Participation                                                 | 308 198                                                       | 100,0                                                         |
|                                                               | Les Républicains conservent                                   |                                                               |                                                               |                                                               |

### 2018
| Élection de 2018 du district congressionnel at-large d'Alaska | Élection de 2018 du district congressionnel at-large d'Alaska | Élection de 2018 du district congressionnel at-large d'Alaska | Élection de 2018 du district congressionnel at-large d'Alaska | Élection de 2018 du district congressionnel at-large d'Alaska |
| ------------------------------------------------------------- | ------------------------------------------------------------- | ------------------------------------------------------------- | ------------------------------------------------------------- | ------------------------------------------------------------- |
| Parti                                                         | Parti                                                         | Candidat                                                      | Votes                                                         | %                                                             |
|                                                               | Républicain                                                   | Don Young (sortant)                                           | 149 779                                                       | 53,3                                                          |
|                                                               | Démocrate                                                     | Alyse Galvin                                                  | 131 199                                                       | 46,7                                                          |
| Participation                                                 | Participation                                                 | Participation                                                 | 280 978                                                       | 100,0                                                         |
|                                                               | Les Républicains conservent                                   |                                                               |                                                               |                                                               |

### 2020
| Élection de 2020 du district congressionnel at-large d'Alaska | Élection de 2020 du district congressionnel at-large d'Alaska | Élection de 2020 du district congressionnel at-large d'Alaska | Élection de 2020 du district congressionnel at-large d'Alaska | Élection de 2020 du district congressionnel at-large d'Alaska |
| ------------------------------------------------------------- | ------------------------------------------------------------- | ------------------------------------------------------------- | ------------------------------------------------------------- | ------------------------------------------------------------- |
| Parti                                                         | Parti                                                         | Candidat                                                      | Votes                                                         | %                                                             |
|                                                               | Républicain                                                   | Don Young (sortant)                                           | 192 126                                                       | 54,4                                                          |
|                                                               | Démocrate                                                     | Alyse Galvin                                                  | 159 856                                                       | 45,3                                                          |
|                                                               | Write-In                                                      | Write-In                                                      | 1183                                                          | 0,4                                                           |
| Participation                                                 | Participation                                                 | Participation                                                 | 353 165                                                       | 100,0                                                         |
|                                                               | Les Républicains conservent                                   |                                                               |                                                               |                                                               |

### 2022 (Spéciale)
| Élection Spéciale de 2022 du district congressionnel at-large d'Alaska | Élection Spéciale de 2022 du district congressionnel at-large d'Alaska | Élection Spéciale de 2022 du district congressionnel at-large d'Alaska | Élection Spéciale de 2022 du district congressionnel at-large d'Alaska | Élection Spéciale de 2022 du district congressionnel at-large d'Alaska | Élection Spéciale de 2022 du district congressionnel at-large d'Alaska | Élection Spéciale de 2022 du district congressionnel at-large d'Alaska | Élection Spéciale de 2022 du district congressionnel at-large d'Alaska |
| Parti                                                                  | Parti                                                                  | Candidat                                                               | 1er Tour                                                               | 1er Tour                                                               | 1er Tour                                                               | 2e Tour                                                                | 2e Tour                                                                |
| ---------------------------------------------------------------------- | ---------------------------------------------------------------------- | ---------------------------------------------------------------------- | ---------------------------------------------------------------------- | ---------------------------------------------------------------------- | ---------------------------------------------------------------------- | ---------------------------------------------------------------------- | ---------------------------------------------------------------------- |
| Parti                                                                  | Parti                                                                  | Candidat                                                               | Votes                                                                  | %                                                                      | Transfert                                                              | Votes                                                                  | %                                                                      |
|                                                                        | Démocrate                                                              | Mary Peltola                                                           | 74 807                                                                 | 39,66                                                                  | +16 399                                                                | 91 206                                                                 | 51,47                                                                  |
|                                                                        | Républicain                                                            | Sarah Palin                                                            | 58 328                                                                 | 30,93                                                                  | +27 659                                                                | 85 987                                                                 | 48,53                                                                  |
|                                                                        | Républicain                                                            | Nick Begich III                                                        | 52 504                                                                 | 27,84                                                                  | -52 504                                                                | Éliminé                                                                | Éliminé                                                                |
|                                                                        | Write-In                                                               | Write-In                                                               | 2971                                                                   | 1,58                                                                   | -2971                                                                  | Éliminé                                                                | Éliminé                                                                |
| Total des votes                                                        | Total des votes                                                        | Total des votes                                                        | 188 610                                                                | 100 %                                                                  |                                                                        | 177 193                                                                | 94,29                                                                  |
| Bulletins inactif                                                      | Bulletins inactif                                                      | Bulletins inactif                                                      | 0                                                                      | 0,00                                                                   | +10 726                                                                | 10 726                                                                 | 5,71                                                                   |
|                                                                        | Les Démocrates prennent aux Républicains                               |                                                                        |                                                                        |                                                                        |                                                                        |                                                                        |                                                                        |

### 2022 (Régulière)
L'Alaska utilise un système électoral non partisan pour déterminer les quatre meilleurs candidats qualifiés qui passeront aux élections générales. En vertu de la loi de l'Alaska, un candidat n'a pas besoin d'être membre d'un parti politique ou d'un groupe politique pour se présenter aux élections. De plus, si un candidat est enregistré comme affilié à un parti politique ou à un groupe politique, cela ne signifie pas que le candidat est nommé, soutenu par, approuvé ou associé à ce parti ou groupe particulier. Lors de l'élection générale, l'Alaska utilise le vote par ordre de priorité pour déterminer le vainqueur parmi le groupe de quatre candidats sélectionnés lors de la Primaire.
L'Alaska a tenu sa Primaire le 16 Août 2022. Les quatre candidats arrivés en tête sont (dans l'ordre) : Mary Peltola (D) ; Sarah Palin (R) (l'ancienne Gouverneure de l'État) ; Nick Begich (R) et Tara Sweeney (R). Tara Sweeney se retire, Chris Bye (L), rejoint les trois autres candidats dans l'Élection Générale.
| Primaire 2022 du district congressionnel at-large d'Alaska | Primaire 2022 du district congressionnel at-large d'Alaska | Primaire 2022 du district congressionnel at-large d'Alaska | Primaire 2022 du district congressionnel at-large d'Alaska | Primaire 2022 du district congressionnel at-large d'Alaska |
| ---------------------------------------------------------- | ---------------------------------------------------------- | ---------------------------------------------------------- | ---------------------------------------------------------- | ---------------------------------------------------------- |
| Parti                                                      | Parti                                                      | Candidat                                                   | Votes                                                      | %                                                          |
|                                                            | Démocrate                                                  | Mary Peltola (sortante)                                    | 70 295                                                     | 36,8                                                       |
|                                                            | Républicain                                                | Sarah Palin                                                | 57 693                                                     | 30,2                                                       |
|                                                            | Républicain                                                | Nick Begich III                                            | 50 021                                                     | 26,2                                                       |
|                                                            | Républicain                                                | Tara Sweeney                                               | 7195                                                       | 3,8                                                        |
|                                                            | Libertarien                                                | Chris Bye                                                  | 1189                                                       | 0,6                                                        |
|                                                            | Libertarien                                                | J.R. Myers                                                 | 531                                                        | 0,3                                                        |
|                                                            | Républicain                                                | Robert Lyons                                               | 447                                                        | 0,2                                                        |
|                                                            | Républicain                                                | Jay Armstrong                                              | 403                                                        | 0,2                                                        |
|                                                            | Républicain                                                | Brad Snowden                                               | 355                                                        | 0,2                                                        |
|                                                            | Républicain                                                | Randy Purham                                               | 311                                                        | 0,2                                                        |
|                                                            | Indépendant                                                | Lady Donna Dutchess                                        | 270                                                        | 0,1                                                        |
|                                                            | Indépendant                                                | Sherry Strizak                                             | 252                                                        | 0,1                                                        |
|                                                            | American Independant Party                                 | Robert Ornelas                                             | 248                                                        | 0,1                                                        |
|                                                            | Républicain                                                | Denise Williams                                            | 242                                                        | 0,1                                                        |
|                                                            | Indépendant                                                | Gregg Brelsford                                            | 241                                                        | 0,1                                                        |
|                                                            | Indépendant                                                | David Hughes                                               | 238                                                        | 0,1                                                        |
|                                                            | Indépendant                                                | Andrew Phelps                                              | 222                                                        | 0,1                                                        |
|                                                            | Indépendant                                                | Tremayne Wilson                                            | 194                                                        | 0,1                                                        |
|                                                            | Indépendant                                                | Sherry Mettler                                             | 191                                                        | 0,1                                                        |
|                                                            | Indépendant                                                | Silvio Pellegrini                                          | 187                                                        | 0,1                                                        |
|                                                            | Indépendant                                                | Ted Heintz                                                 | 173                                                        | 0,1                                                        |
|                                                            | Républicain                                                | Davis LeBlanc Jr.                                          | 117                                                        | 0,1                                                        |

| Élection Régulière de 2022 du district congressionnel at-large d'Alaska | Élection Régulière de 2022 du district congressionnel at-large d'Alaska | Élection Régulière de 2022 du district congressionnel at-large d'Alaska | Élection Régulière de 2022 du district congressionnel at-large d'Alaska | Élection Régulière de 2022 du district congressionnel at-large d'Alaska | Élection Régulière de 2022 du district congressionnel at-large d'Alaska | Élection Régulière de 2022 du district congressionnel at-large d'Alaska | Élection Régulière de 2022 du district congressionnel at-large d'Alaska | Élection Régulière de 2022 du district congressionnel at-large d'Alaska | Élection Régulière de 2022 du district congressionnel at-large d'Alaska | Élection Régulière de 2022 du district congressionnel at-large d'Alaska |
| Parti                                                                   | Parti                                                                   | Candidat                                                                | 1er Tour                                                                | 1er Tour                                                                | 1er Tour                                                                | 2e Tour                                                                 | 2e Tour                                                                 | 2e Tour                                                                 | 3e Tour                                                                 | 3e Tour                                                                 |
| ----------------------------------------------------------------------- | ----------------------------------------------------------------------- | ----------------------------------------------------------------------- | ----------------------------------------------------------------------- | ----------------------------------------------------------------------- | ----------------------------------------------------------------------- | ----------------------------------------------------------------------- | ----------------------------------------------------------------------- | ----------------------------------------------------------------------- | ----------------------------------------------------------------------- | ----------------------------------------------------------------------- |
| Parti                                                                   | Parti                                                                   | Candidat                                                                | Votes                                                                   | %                                                                       | Transfert                                                               | Votes                                                                   | %                                                                       | Transfert                                                               | Votes                                                                   | %                                                                       |
|                                                                         | Démocrate                                                               | Mary Peltola (sortante)                                                 | 128 329                                                                 | 48,68                                                                   | +1038                                                                   | 129 433                                                                 | 49,20                                                                   | +7460                                                                   | 136 893                                                                 | 54,94                                                                   |
|                                                                         | Républicain                                                             | Sarah Palin                                                             | 67 732                                                                  | 25,74                                                                   | +1064                                                                   | 69 242                                                                  | 26,32                                                                   | +43 013                                                                 | 112 255                                                                 | 45,06                                                                   |
|                                                                         | Républicain                                                             | Nick Begich III                                                         | 61 431                                                                  | 23,34                                                                   | +1988                                                                   | 64 392                                                                  | 24,48                                                                   | -64 392                                                                 | Éliminé                                                                 | Éliminé                                                                 |
|                                                                         | Libertarien                                                             | Chris Bye                                                               | 4560                                                                    | 1,73                                                                    | -4560                                                                   | Éliminé                                                                 | Éliminé                                                                 | Éliminé                                                                 | Éliminé                                                                 | Éliminé                                                                 |
|                                                                         | Write-In                                                                | Write-In                                                                | 1096                                                                    | 0,42                                                                    | -1096                                                                   | Éliminé                                                                 | Éliminé                                                                 | Éliminé                                                                 | Éliminé                                                                 | Éliminé                                                                 |
| Total des votes                                                         | Total des votes                                                         | Total des votes                                                         | 263 148                                                                 | 100 %                                                                   |                                                                         | 263 067                                                                 | 100                                                                     |                                                                         | 249 148                                                                 | 100                                                                     |
| Bulletins inactif                                                       | Bulletins inactif                                                       | Bulletins inactif                                                       | 2193                                                                    | 0,83                                                                    | +906                                                                    | 3097                                                                    | 1,16                                                                    | +14 765                                                                 | 17 016                                                                  | 5,55                                                                    |
|                                                                         | Les Démocrates conservent                                               |                                                                         |                                                                         |                                                                         |                                                                         |                                                                         |                                                                         |                                                                         |                                                                         |                                                                         |

### 2024
| Primaire 2024 du district congressionnel at-large d'Alaska | Primaire 2024 du district congressionnel at-large d'Alaska | Primaire 2024 du district congressionnel at-large d'Alaska | Primaire 2024 du district congressionnel at-large d'Alaska | Primaire 2024 du district congressionnel at-large d'Alaska |
| ---------------------------------------------------------- | ---------------------------------------------------------- | ---------------------------------------------------------- | ---------------------------------------------------------- | ---------------------------------------------------------- |
| Parti                                                      | Parti                                                      | Candidat                                                   | Votes                                                      | %                                                          |
|                                                            | Démocrate                                                  | Mary Peltola (sortante)                                    | 55 166                                                     | 50,9                                                       |
|                                                            | Républicain                                                | Nick Begich III                                            | 28 803                                                     | 26,6                                                       |
|                                                            | Républicain                                                | Nancy Dahlstrom                                            | 21 574                                                     | 19,9                                                       |
|                                                            | Républicain                                                | Matthew Salisbury                                          | 652                                                        | 0,6                                                        |
|                                                            | American Independant Party                                 | John Howe                                                  | 621                                                        | 0,6                                                        |
|                                                            | Démocrate                                                  | Eric Hafner                                                | 467                                                        | 0,4                                                        |
|                                                            | Républicain                                                | Gerald Heikes                                              | 424                                                        | 0,4                                                        |
|                                                            | Indépendant                                                | Lady Donna Dutchess                                        | 195                                                        | 0,2                                                        |
|                                                            | Indépendant                                                | David Ambrose                                              | 154                                                        | 0,1                                                        |
|                                                            | No Labels                                                  | Richard Grayson                                            | 143                                                        | 0,1                                                        |
|                                                            | Indépendant                                                | Richard Mayers                                             | 119                                                        | 0,1                                                        |
|                                                            | Indépendant                                                | Samuel Claesson                                            | 89                                                         | 0,1                                                        |

| Élection de 2024 du district congressionnel at-large d'Alaska | Élection de 2024 du district congressionnel at-large d'Alaska | Élection de 2024 du district congressionnel at-large d'Alaska | Élection de 2024 du district congressionnel at-large d'Alaska | Élection de 2024 du district congressionnel at-large d'Alaska | Élection de 2024 du district congressionnel at-large d'Alaska | Élection de 2024 du district congressionnel at-large d'Alaska | Élection de 2024 du district congressionnel at-large d'Alaska | Élection de 2024 du district congressionnel at-large d'Alaska | Élection de 2024 du district congressionnel at-large d'Alaska | Élection de 2024 du district congressionnel at-large d'Alaska | Élection de 2024 du district congressionnel at-large d'Alaska | Élection de 2024 du district congressionnel at-large d'Alaska | Élection de 2024 du district congressionnel at-large d'Alaska |
| Parti                                                         | Parti                                                         | Candidat                                                      | 1er Tour                                                      | 1er Tour                                                      | 1er Tour                                                      | 2e Tour                                                       | 2e Tour                                                       | 2e Tour                                                       | 3e Tour                                                       | 3e Tour                                                       | 3e Tour                                                       | 4e Tour                                                       | 4e Tour                                                       |
| ------------------------------------------------------------- | ------------------------------------------------------------- | ------------------------------------------------------------- | ------------------------------------------------------------- | ------------------------------------------------------------- | ------------------------------------------------------------- | ------------------------------------------------------------- | ------------------------------------------------------------- | ------------------------------------------------------------- | ------------------------------------------------------------- | ------------------------------------------------------------- | ------------------------------------------------------------- | ------------------------------------------------------------- | ------------------------------------------------------------- |
| Parti                                                         | Parti                                                         | Candidat                                                      | Votes                                                         | %                                                             | Transfert                                                     | Votes                                                         | %                                                             | Transfert                                                     | Votes                                                         | %                                                             | Transfert                                                     | Votes                                                         | %                                                             |
|                                                               | Républicain                                                   | Nick Begich III                                               | 159 550                                                       | 48,41                                                         | +227                                                          | 159 777                                                       | 48,49                                                         | +267                                                          | 160 044                                                       | 48,77                                                         | +4 817                                                        | 164 861                                                       | 51,22                                                         |
|                                                               | Démocrate                                                     | Mary Peltola (sortante)                                       | 152 828                                                       | 46,37                                                         | +120                                                          | 152 948                                                       | 46,42                                                         | +1 313                                                        | 154 261                                                       | 47,01                                                         | +2 724                                                        | 156 985                                                       | 48,78                                                         |
|                                                               | American Independant Party                                    | John Howe                                                     | 13 010                                                        | 3,95                                                          | +200                                                          | 13 210                                                        | 4,01                                                          | +661                                                          | 13 871                                                        | 4,23                                                          | -13 871                                                       | Éliminé                                                       | Éliminé                                                       |
|                                                               | Démocrate                                                     | Eric Hafner                                                   | 3 417                                                         | 1,04                                                          | +141                                                          | 3 558                                                         | 1,08                                                          | -3 558                                                        | Éliminé                                                       | Éliminé                                                       | Éliminé                                                       | Éliminé                                                       | Éliminé                                                       |
|                                                               | Write-In                                                      | Write-In                                                      | 750                                                           | 0,23                                                          | -750                                                          | Éliminé                                                       | Éliminé                                                       | Éliminé                                                       | Éliminé                                                       | Éliminé                                                       | Éliminé                                                       | Éliminé                                                       | Éliminé                                                       |
| Total des votes                                               | Total des votes                                               | Total des votes                                               | 329 555                                                       | 100 %                                                         |                                                               | 329 493                                                       | 100                                                           |                                                               | 328 173                                                       | 100                                                           |                                                               | 321 846                                                       | 100                                                           |
| Bulletins inactif                                             | Bulletins inactif                                             | Bulletins inactif                                             | 6 298                                                         | 1,91                                                          | +62                                                           | 6 360                                                         | 1,93                                                          | +1 317                                                        | 7 677                                                         | 2,34                                                          | +6 330                                                        | 14 007                                                        | 4,35                                                          |
|                                                               | Les Républicains prennent aux Démocrates                      |                                                               |                                                               |                                                               |                                                               |                                                               |                                                               |                                                               |                                                               |                                                               |                                                               |                                                               |                                                               |